# Wittibreut
Wittibreut – miejscowość i gmina w Niemczech, w kraju związkowym Bawaria, w rejencji Dolna Bawaria, w regionie Landshut, w powiecie Rottal-Inn. Leży około 12 km na południe od Pfarrkirchen.

## Dzielnice
W skład gminy wchodzą dwie dzielnice: Ulbering, Wittibreut.

## Zabytki
- kościół parafialny pw. św. Marii (St. Maria) z pocz. XIV w.
- kościół pw. św. Filipa (St. Philipp)
- kościół pw. św. Jakuba (St. Jakob)
- kaplica Wniebowstąpienia NMP z XVIII w.